# (10210) Nathues
(10210) Nathues (1997 QV3) – planetoida z pasa głównego asteroid okrążająca Słońce w ciągu 3,9 lat w średniej odległości 2,48 j.a. Odkryta 30 sierpnia 1997 roku.